# Jole Veneziani
Jolanda Anna Maria Veneziani, detta Jole (Leporano, 11 luglio 1901 – Milano, 10 gennaio 1989) è stata una stilista italiana.
Jole Veneziani è tra le fondatrici dell'Alta moda italiana, avendo partecipato, tra i pochi prescelti da Giovanni Battista Giorgini, alla prima sfilata presso Villa Torrigiani a Firenze, nel 1951. È uno dei personaggi più rappresentativi della moda italiana degli anni cinquanta e sessanta. La sua vicenda umana e professionale esemplifica il contributo dato dall'imprenditorialità femminile alla nascita, ai successi e al consolidamento della moda italiana in quel periodo: l'affermazione nella produzione di nicchia per un mercato urbano, l'esordio sui mercati internazionali, la diversificazione della produzione, l'alleanza con l'industria tessile e della confezione.
(Jole Veneziani, 22 febbraio 1968)

## Biografia
Nasce a Leporano vicino a Taranto l'11 luglio 1901. Il vero nome è Jolanda, con affettuoso riferimento a Iolanda Margherita di Savoia nata nello stesso anno, ma lei ben presto lo abbrevia, si fa chiamare semplicemente Jole.
Ancora ragazzina, a 8-9 anni, si trasferisce a Milano dove vive il fratello maggiore Carlo, per lei quasi come un padre; presto saranno raggiunti dagli altri familiari.
Studia ragioneria, ma desidera intensamente fare l'attrice, sebbene Carlo tenti più volte di scoraggiarla.
Dopo la morte del padre inizia a lavorare come amministratrice in una ditta francese di pelli per pellicceria, esperienza che le farà scoprire una vera passione per abiti e pellicce. Apre il suo primo atelier di pellicceria nel 1937; già nel 1943 la produzione si sposta sull'Alta moda: i modelli da lei disegnati e realizzati per pelli di astrakan, cincillà, lontre e visone richiedono nel 1943 l'apertura di un altro atelier provvisto del reparto Haute couture. L'anno successive trasferisce l'attività in via Montenapoleone al civico 8 dove rimarrà fino al ritiro. Non si limita alla sola vendita, ma come una vera e propria stilista, dà consigli alle clienti-amiche su come indossare le pellicce, gli abiti, gli accessori. Fra loro negli anni ci sono state: Lucia Bosè, Maria Callas, Wally Toscanini, Joséphine Baker, Marlene Dietrich, Elsa Martinelli, Anna Proclemer, Ljuba Rizzoli, Emanuela Castelbarco, Sandra Milo, Franca Rame, Ornella Vanoni.
Jole comprende che anche negli anni più bui della guerra cresce fra la gente un desiderio di rinascita, un ritorno a celebrare le gioie della vita. Lavora intensamente e finita la guerra la sua fama travalica i confini nazionali: le vengono dedicate le copertine di Life, Harper's Bazaar e Vogue. Ottiene premi e riconoscimenti.
Nel 1951 partecipa con la propria collezione alla prima sfilata d'Alta Moda Italiana organizzata dal conte Giorgini a Firenze. La stampa e il pubblico applaude ogni presentazione fiorentina di Jole, tanto che nel 1952 le viene conferito il Giglio d'oro della Moda, simbolo della città di Firenze, come riconoscimento a chi più contribuisce all'affermazione della Moda italiana nel mondo (per il maggior numero di vendite agli stranieri). Nello stesso anno lancia la linea Veneziani Sport (per la quale la rivista Life le dedica la copertina) che resterà in produzione fino al 1977.
Le sue creazioni si distinguono per estro, profondo senso del colore e sapiente regia. 
Sempre a Firenze nel 1952 partecipa, insieme ad altri stilisti quali Roberto Capucci, Vincenzo Ferdinandi, Germana Marucelli, la Sartoria Antonelli, l'atelier Carosa, Giovannelli-Sciarra, Polinober, la Sartoria Vanna, sedici ditte di sportswear e boutique, alla prima storica sfilata presso la Sala Bianca di Palazzo Pitti. Una giovanissima Oriana Fallaci, inviata dal settimanale Epoca, ne raccontò la cronaca.
Nel 1953, insieme ad altri grandi nomi dell'epoca (tra cui Emilio Schuberth, le sorelle Fontana, Vincenzo Ferdinandi, Simonetta, Alberto Fabiani, Giovannelli-Sciarra, Mingolini-Gugenheim e Eleonora Garnett), concorre a fondare il SIAM - Sindacato Italiano Alta Moda (diventato poi Camera Nazionale della Moda Italiana). Nel 1957 l'Alfa Romeo le chiede di svecchiare i colori delle carrozzerie e degli interni delle automobili; Jole propone nuove tinte, più brillanti e femminili.
Dal 1969 al 1975 ottiene grande successo per le collezioni di prêt-à-porter di pellicceria.
Nel 1973, dopo la morte del compagno, va ad abitare in via San Barnaba e dal 1984 in via Morgagni dove muore il 10 gennaio 1989.

## L'archivio
Le sue opere sono conservate a Padova nell'Archivio Jole Veneziani presso la Fondazione Bano (alla quale aveva lasciato personalmente l'intero archivio agli inizi degli anni ottanta); comprende 127 abiti e oltre 15 diverse tipologie di accessori, afferenti alla moda Haute Couture italiana fino agli anni 1970.
Nell'ottobre del 2013 le viene reso omaggio con una mostra retrospettiva a Villa Necchi Campiglio a Milano, dal titolo "Jole Veneziani - Alta moda e società a Milano". La mostra itinerante, che dall'Italia farà conoscere l'archivio anche in Europa fino a giungere al Far East, presenta numerosi bozzetti, filmati e documenti scelti tra uno sterminato archivio di ben 15 000 pezzi, insieme a un'accurata selezione dei capi d'epoca più rappresentativi.

## Premi e riconoscimenti
(I premi sottoelencati sono ) 
- 1953, Medaglia d'oro del Museo di Filadelfia
- 1954, Giglio d'oro della moda
- 1953 e 1961, Premio Necchi
- 1960 e 1964, Premio della critica di moda
- 1961, Oscar della Moda (Neiman Marcus award)
- 1969, Oscar della calzatura
- 1970, Cavaliere al merito della Repubblica
- 1974, Grande Ufficiale della Repubblica